# Rio Caiçá
O rio Caiçá é um curso de água do estado de Sergipe, que passa pelas cidades de Simão Dias e Lagarto. O rio está inserido na microbacia hidrográfica do Vaza-Barris.

## Estado atual
O rio atualmente encontra-se muito poluído devido ação do homem (extinção da vegetação ciliar, uso indevido do solo próximo, derramamento de esgoto doméstico e, esgoto de um matadouro próximo).